# Otto Lecher
Otto Lecher (6. ledna 1860 Vídeň, Landstraße – 20. ledna 1939 Leopoldsdorf im Marchfelde) byl rakouský a český právník a politik německé národnosti z Moravy, na počátku 20. století poslanec Říšské rady.

## Biografie
Jeho otcem byl spisovatel Zacharias Konrad Lecher, švagrovou filantropka Helene Lecherová. Bratr Ernst Lecher byl známým fyzikem. Otto Lecher vychodil národní školu a gymnázium. Vystudoval práva na Vídeňské univerzitě, kde roku 1885 získal titul doktora práv. Pracoval pak v brněnské obchodní a živnostenské komoře a v letech 1889–1906 byl jejím tajemníkem. Byl členem spolku vlnařských průmyslníků a různých alpských spolků.
Na konci 19. století se zapojil i do celostátní politiky. Ve volbách do Říšské rady roku 1897 byl zvolen do Říšské rady (celostátní zákonodárný sbor) za kurii městskou, obvod Brno. Patřil mezi německé nacionály (Německá lidová strana). Zviditelnil se během německých obstrukcí proti vládě Kazimíra Badeniho, kdy v noci z 28. na 29. října 1897 pronášel po dvanáct hodin projev před plénem sněmovny. Popis projevu zahrnul Mark Twain, v tu dobu pobývající ve Vídni, do svého článku Stirring Times in Austria. Opětovně byl zvolen za týž obvod i ve volbách do Říšské rady roku 1901. Uspěl také ve volbách do Říšské rady roku 1907, konaných poprvé podle všeobecného a rovného volebního práva. Byl zvolen za německý obvod Morava 1. Usedl do poslaneckého klubu Německý národní svaz (širší parlamentní platforma německorakouských nesocialistických politických stran). Za týž obvod byl zvolen i ve volbách do Říšské rady roku 1911, opět se připojil k poslanecké frakci Německý národní svaz. Ve vídeňském parlamentu setrval až do zániku monarchie. K roku 1911 se profesně uvádí jako tajemník obchodní komory. Díky svým dlouhým proslovům se proslavil, tohoto věhlasu využíval pro vydávání pohlednic se svou podobou. Tyto pohlednice dále využívali i další němečtí nacionalističtí politici, kteří se chtěli zviditelnit.
Po válce zasedal v letech 1918–1919 jako poslanec Provizorního národního shromáždění Německého Rakouska (Provisorische Nationalversammlung).

## Pohlednice

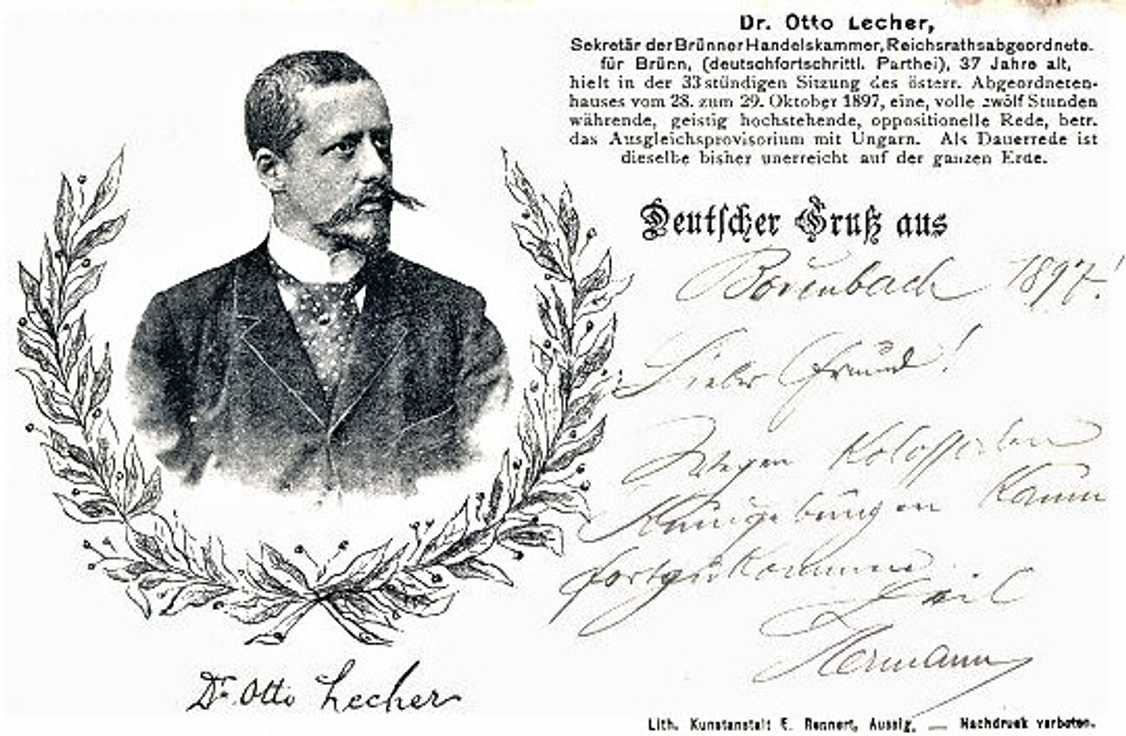
Pohlednice z roku 1897
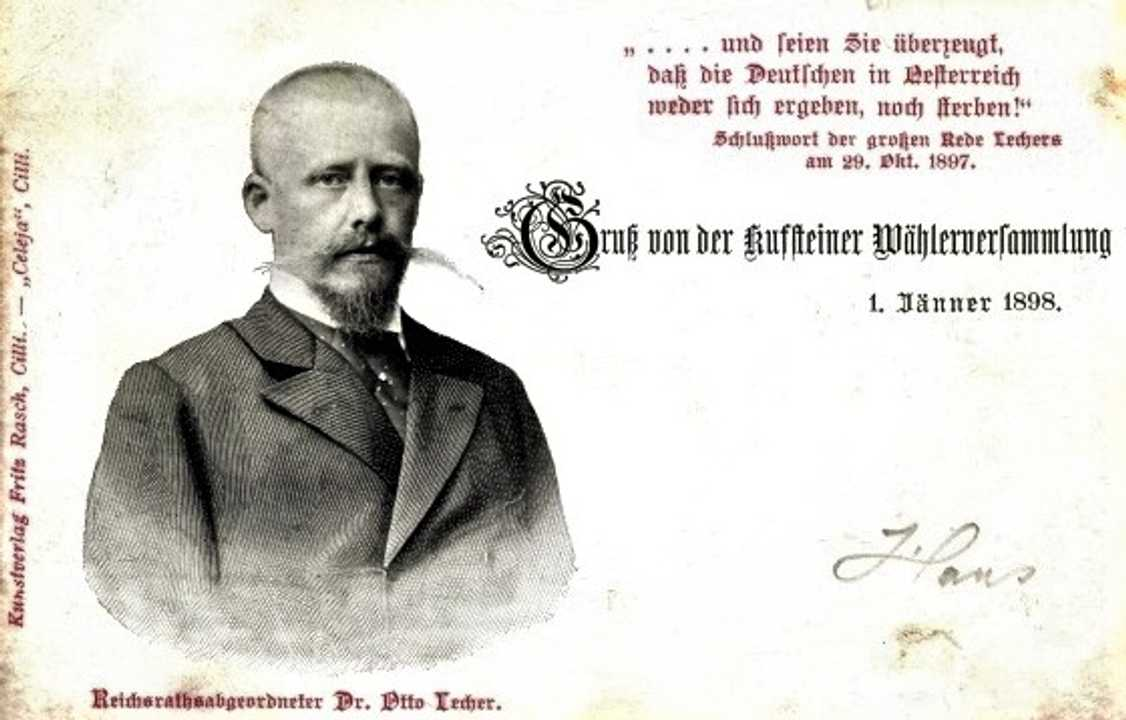
Pohlednice z roku 1898